# Mary Leo
Sœur Mary Leo, née Kathleen Agnes Niccol le 3 avril 1895 à Devonport (Nouvelle-Zélande), et morte le 5 mai 1989 à Auckland, est une religieuse catholique néo-zélandaise, célèbre professeur de chant des chanteuses d'opéra et de rock bien connues, nommée Dame commandeur de l'Ordre de l'Empire britannique.

## Biographie
Elle a fréquenté l'école des Sœurs de la Miséricorde à Devonport. Dès l'âge de 8 ans, elle a étudié le chant et le piano, montrant un grand talent. Puis elle a travaillé comme gouvernante. Elle a rejoint le couvent des Sœurs de la Miséricorde à Auckland en 1923 et y a fait ses vœux perpétuels en 1929. En même temps, elle a continué ses études dans le domaine du piano (diplôme en 1925) et le chant (diplôme d'enseignante en 1927). Depuis 1939 elle était professeur de chant au Collège St. Mary à Auckland, où elle dirigeait le chœur. Dans les années 1950 et 1960 plusieurs de ses élèves ont remporté des prix lors de concours prestigieux de chant; parmi eux se trouvaient les futures célèbres chanteuses d'opéra : Malvina Major, Kiri Te Kanawa, Heather Begg (en), Mina Foley (en), Judith Edwards, Elisabeth Hellawell, Patricia Prix, Elaine Dow, ainsi que la chanteuse de rock Jan Hellriegel (en). Sœur Mary Leo est devenue professeur de chant connue et demandée. En 1972 elle a fait un tour du monde pour visiter ses élèves célèbres.
En 1963. Mary Leo a reçu l'Ordre de l'Empire britannique, et en 1973 a été nommée Dame commandeur de cet Ordre.